# La Fortaleza (Piura)
La Fortaleza (conocido también como La Fortaleza Nuto) es un caserío peruano ubicado en el distrito de Vichayal, perteneciente a la provincia de Paita del departamento de Piura, al norte del Perú. 

## Ubicación
La Fortaleza se ubica al noroeste de la provincia de Paita, en el distrito de Vichayal, en el departamento de Piura. 

## Demografía
En 2017 La Fortaleza tenía una población de 45 habitantes.
| Gráfica de evolución demográfica de La Fortaleza entre 1993 y 2017 |
|                                                                    |
| Fuentes: Población 1993 y 2017                                     |